# Thürmer Gyula
Thürmer Gyula (Budapest, 1953. április 14. –) kommunista politikus, a Magyar Munkáspárt elnöke.

## Élete
Édesapja hivatásos honvédtiszt, édesanyja hímzőnő. Egy húga van, aki pedagógus.
1971-ben a budapesti Fazekas Mihály Gyakorló Gimnázium elvégzése után a Moszkvai Nemzetközi Kapcsolatok Intézetében (MGIMO) tanult egészen 1976-ig. Hazatérése után a Külügyminisztériumban kezdett el dolgozni. 1980-ban doktori fokozatot szerzett nemzetközi politikai szakon. Tagja lett a Correspondence International nemzetközi folyóirat igazgatótanácsának. 1980 és 1982 között a moszkvai magyar nagykövetségen teljesített külszolgálatot. 1982-től az MSZMP KB Külügyi Osztályánál dolgozott, majd 1988-ban a párt főtitkárságának külpolitikai tanácsadója lett.
1989-ben részt vett a Magyar Szocialista Munkáspárt (ami mára a Magyar Munkáspárt nevet vette fel) újjászervezésében. A párt alakuló kongresszusán, 1989. december 17-én megválasztották a Munkáspárt elnökévé, mely posztot azóta is megtartotta.
A választásokon a párt listavezetője, egyéni választókörzetben Csepelen szokott indulni. A 2014-es budapesti főpolgármesteri választáson főpolgármester-jelöltként indult, de nyilvántartásba vételét elutasították.
2016-ban indult a február 28-i salgótarjáni időközi önkormányzati választáson, ahol mindössze 275 szavazatot kapott, és alulmaradt Simon Tiborral, a Fidesz és Hulitka Istvánnal, a Jobbik jelöltjével szemben is.
Nős, két gyermeke született: fia a 2018-ban elhunyt Máté Gyula, aki „Máté T. Gyula” néven jobboldali újságíró volt, lánya Marianna.

## Könyvei
- Nem kell NATO! (1995), Progressio Kft.
- Balszemmel (könyvsorozat, 2006–), Progressio Kft. | Balszemmel
- Az elsikkasztott ország (2009), Korona Kiadó
- 25 év árral szemben (2014), Progressio Kft.